# Oligomeris

Oligomeris es  género de plantas herbáceas de la familia Resedaceae. Tiene 15 especies. Es natural de Arizona.

## Taxonomía
Oligomeris fue descrito por Jacques Cambessèdes y publicado en Voyage dans l'Inde 4(Bot.): 23., en el año 1844[1839]. La especie tipo es: Oligomeris glaucescens Cambess.  

## Especies
- Oligomeris burchellii
- Oligomeris capensis
- Oligomeris dipetala
- Oligomeris dispersa
- Oligomeris dregeana
- Oligomeris ellimia
- Oligomeris frutescens
- Oligomeris glaucescens
- Oligomeris linifolia
- Oligomeris lycopodioides
- Oligomeris resedella
- Oligomeris ruderalis
- Oligomeris spathulata
- Oligomeris subulata
- Oligomeris upingtoniae